# Corinne Boyd Riley

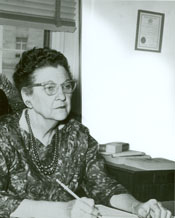
Corinne Riley

Corinne Boyd Riley (* 4. Juli 1893 in Piedmont, Greenville County, South Carolina; † 12. April 1979 in Sumter, South Carolina) war eine US-amerikanische Politikerin. Zwischen 1962 und 1963 vertrat sie den Bundesstaat South Carolina im US-Repräsentantenhaus.

## Werdegang
Corinne Riley besuchte die öffentlichen Schulen ihrer Heimat und danach bis 1915 das Converse College in Spartanburg. In den folgenden Jahren arbeitete sie als Lehrerin. Zwischen 1938 und 1942 war sie im Außendienst für die Schulbuchkommission des Staates South Carolina tätig. Während des Zweiten Weltkrieges arbeitete sie zwischen 1942 und 1944 in der Personalverwaltung eines Luftwaffenstützpunkts in Sumter.
Sie war mit dem Kongressabgeordneten John Jacob Riley verheiratet. Nach dessen Tod wurde Corinne Riley im Jahr 1962 als seine Nachfolgerin in den Kongress gewählt. Dort beendete sie zwischen dem 10. April 1962 und dem 3. Januar 1963 die angebrochene Legislaturperiode. Wie ihr Mann war sie Mitglied der Demokratischen Partei.
Bei den regulären Kongresswahlen des Jahres 1962 kandidierte Corinne Riley nicht mehr. In den folgenden Jahren zog sie sich wieder aus der Politik zurück. Sie starb am 12. April 1979 in Sumter.